# قناة أريرانغ
قناة أريرانغ (بالكورية: 아리랑 TV، وبالإنكليزية: Arirang TV) هي قناة دولية ناطقة باللغة الإنكليزية أطلقت في 4 أكتوبر 1999 مقرها يقع في سيؤول، كوريا الجنوبية تديرها مؤسسة البث الكورية الدولية. القناة تبث برامج منوعة وثائقية وثقافية وترفيهية مع تركيز على عرض مظاهر الحياة في كوريا.
اسم «أريرانغ» مستوحى من الأغنية الفلكلورية الكورية التي تحمل نفس الاسم.

## برامج القناة

### الموسيقى
- Showbiz Extra
- بوبز إن سول (Pops in Seoul)
- سيمبلي كي بوب (Simply K-Pop)

### أخبار
- Korea Today (برنامج يبث مباشرة في الصباح)
- قناة أريرانغ

## روابط خارجية
الموقع الرسمي